# Adrien Hardy (aviron)
 (avril 2024).
Si vous disposez d'ouvrages ou d'articles de référence ou si vous connaissez des sites web de qualité traitant du thème abordé ici, merci de compléter l'article en donnant les références utiles à sa vérifiabilité et en les liant à la section « Notes et références ».
Pour les articles homonymes, voir Hardy et Adrien Hardy.
Adrien Hardy, né le 30 juillet 1978 à Nîmes, est un rameur français. Il a gagné les jeux olympiques de 2004.

## Présentation
Enfant, il est membre des Petits chanteurs à la croix de bois. 
Il commence sa carrière en tant que rameur à l'aviron Beaucaire. 
D'où son nom qui a été donné à la base nautique de Beaucaire « Adrien Hardy » 
Plus tard, après des débuts en skiff, il participe à ses premiers Jeux olympiques d'été en 2000 en deux de couple. Il y finit 7e, puis après ceux-ci, il s'associe avec Sébastien Vieilledent, association qui obtient rapidement des résultats avec une médaille d'argent lors des mondiaux de Lucerne en 2001.
Deux ans plus tard, ils confirment par une médaille d'or obtenue lors des mondiaux de Milan.
Enfin, ils obtiennent la consécration olympique avec la médaille d'or lors des Jeux olympiques d'été de 2004.
Après la retraite de Sébastien Vieilledent, il change de partenaire et s'associe avec Jean-Baptiste Macquet. Il obtient la meilleure performance mondiale et surtout le titre mondial à Eton (le temple de l'aviron) en 2006. En 2007, ils font vice-champions du monde ensemble à Munich.
Il obtient le 21 septembre 2008 un titre de champion d'Europe en 8+, associé notamment à Jean Baptiste Macquet, Dorian Mortelette, Benjamin Rondeau et Pierre-Jean Peltier (ces trois derniers étant médaillés olympiques 2008).
Durant les JO 2020 à Tokyo, il est consultant pour France Télévisions et commente les épreuves d'aviron avec Hélène Macurdy.

## Palmarès
Jeux olympiques d'été
- 7e en deux de couple aux Jeux olympiques d'été de 2000
- médaille d'or en deux de couple aux Jeux olympiques d'été de 2004
- 5e en deux de couple à Jeux olympiques d'été de 2008
- 10e en quatre de couple à Jeux olympiques d'été de 2012

Championnats du monde
- médaille d'argent en deux de couple en 2001 à Lucerne
- médaille d'or en deux de couple en 2003 à Milan
- médaille d'or en deux de couple en 2006 à Eton
- médaille d'argent en deux de couple en 2007 à Munich

Championnats d'Europe
- médaille d'or en huit aux Championnats d'Europe d'aviron 2008 à Marathon
- médaille de bronze en huit aux Championnats d'Europe d'aviron 2009 à Brest

Records
- Il détenait, jusqu'au 31 août 2014 lors des Championnats du Monde à Amsterdam, la meilleure performance mondiale en deux de couple homme avec Jean-Baptiste Macquet le 17 juin 2006 à Poznań, Pologne : 6:03.25. La nouvelle meilleure performance mondiale en deux de couple, appartenant maintenant à l'embarcation croate, est de 5:59.72.

## Distinction
- Chevalier de la Légion d'honneur[2]